# Miracle (Jon Bon Jovi)
Miracle è un singolo del cantante statunitense Jon Bon Jovi, pubblicato nel 1990 ed estratto dall'album Blaze of Glory.